# Apamauta lineolata
Apamauta lineolata är en skalbaggsart som beskrevs av Thomson 1868. Apamauta lineolata ingår i släktet Apamauta och familjen långhorningar. Inga underarter finns listade i Catalogue of Life.